# 本間禎一
本間 禎一（ほんま ていいち、1936年(昭和11年) - ）は、日本の研究者、工学者、東京大学工学博士。金属表面科学の権威者。

## 経歴
- 1958年 - 千葉工業大学卒業[1]
- 1966年 - 東京大学より論文博士にて工学博士の学位を取得[2]。
- 1986年 - 東京大学助教授[3]
- 1987年 - 東京大学生産技術研究所 教授[3]
- 1995年 - 千葉工業大学教授[3]

## 業績

### 学位論文
- 本間禎一『金属の高温酸化における酸化層の微視的および巨視的構造の役割』東京大学〈博士論文（乙第783号）〉、1966年1月20日。

### 競争的資金
（科学研究費補助金）
- 1977年-1978年 - 一般研究B「高温酸化皮膜内の応力発生挙動に関する研究」東京大学。
- 1980年 - 一般研究C「超高真空用ステンレス鋼の表面処理に関する研究」東京大学。
- 1983年-1984年 - 一般研究B「表面の定量電子分光法に関する試作研究」東京大学。
- 1986年-1987年 - 一般研究B「ガス放出における表層構造の影響と光照射効果」東京大学。
- 1988年-1989年 - 試験研究「極高真空発生技術の開発」東京大学。
- 1995年-1996年 - 基盤研究C「極高真空用構造材料の新しい表面処理法の開発」千葉工業大学。
- 1997年-1998年 - 基盤研究C「X線トポグラフによる3次元結晶配向組織の非破壊解析法の開発基礎研究」千葉工業大学。

### 解説
- 「化学反応と表面微細構造」『金属表面技術』第18巻第3号、1967年3月、110-115頁。
- 「HEEDによる金属表面の酸化機構の研究」『真空』第18巻第12号、1975年、432-440頁。
- 「真空中の表面工学」『ターボ機械』第13巻第9号、1985年、529-535頁。
- 「高温酸化皮膜と金属の密着機構」『日本金属学会会報』第24巻第2号、1985年、126-131頁。
- 「AESの定量性」『表面科学』第7巻第3号、1986年、216-223頁。
- 「真空をつくるために使われる材料－真空をつくって、測る」『日本機械学会誌』第92巻第848号、1989年7月、599-601頁。
- 「表面科学における最近の進歩」『表面技術』第41巻第12号、1990年12月、1250-1254頁。
- 「表面改質と表面特性」『表面技術』第43巻第12号、1992年、1091-1096頁。
- 「ガス放出機構」『日本金属学会会報』第32巻第11号、1993年11月、754-759頁。
- 「表面モディフィケーション技術」『真空』第41巻第1号、1998年、1-6頁。
- 「極薄酸化膜形成による金属表面の機能化－ステンレス鋼とチタンの最近の研究動向」『真空』第45巻第5号、2002年5月、391-394頁。